# Sabiha
A Sabiha (arabul:  شبيحة šabbīḥa, jelentése "jelenés") egy szíriai paramilitáris alakulat, melyet az 1980-as években hozott létre Namír el-Aszad, Háfez el-Aszad szíriai elnök unokatestvére. A szervezetet nemzetbiztonsági feladatokra alkalmazták, feladata volt a rendszerellenes megmozdulások felszámolása és a rendfenntartás. Mivel az 1990-es évektől egyre nehezebben voltak kordában tarthatóak, Háfez el-Asszad felszámolta a Sabihát, később azonban, a szíriai polgárháború kitörését követően ismét felállították és bevetették kezdetben a békés tüntetők, majd a fegyveres lázadók ellen. A konfliktus során különböző emberjogi szervezetek a milíciát súlyos háborús bűnök elkövetésével vádolták meg, így például a 108 halálos áldozattal járó húlai mészárlás és a 78 halálos áldozattal jár kubairi mészárlás végrehajtásával.

## A Sabiha felállítása és tevékenysége a polgárháború előtt
A Sabihát az 1980-as években állította fel Namír el-Aszad, Háfez el-Aszad szíriai elnök unokatestvére, az elnök tudtával és jóváhagyásával. A szervezetet ekkoriban elsősorban nemzetbiztonsági feladatokra alkalmazták, feladata volt a rendszerellenes megmozdulások felszámolása és a rendfenntartás, de egyes források szerint kiemelt szerepet töltöttek be a térségbeli fegyver- és drogkereskedelemben is, valamint időnként a szíriai rezsim megbízásából időnként beavatkoztak a libanoni polgárháború harcaiba is.
A Sabiha tagjai híresek voltak az Asszad családhoz fűződő lojalitásukról, melynek köszönhetően szinte teljes immunitásban részesültek az Aszad-rezsim részéről. Az 1990-es évekre azonban egyre nehezebben kontrollálhatóbbakká váltak, így Háfez el-Aszad megkezdte a szervezet felszámolását. Ez a folyamat Bassár el-Aszad 2000-ben történő hatalomra jutása után fejeződött be, az új elnök által megkezdett reformfolyamat részeként.

## Részvétele a polgárháborúban
A Bassár el-Aszad uralma ellen kitört felkelést követően ismét felállították a szervezetet. A konfliktus során legelőször 2011 márciusában, Latakiában tűnt fel a Sabiha, amikor a milíciához tartozó géppuskások és mesterlövészek 21 tüntetővel végeztek. Alig egy hónappal később a Homsz elleni invázióban is szerepeltek, itt - ellenzéki állítások szerint - további 21 főt gyilkoltak meg.
A szervezet nemzetközi hírnévre a húlai mészárlást követően tett szert, mikor a 108 halálos áldozattal járó gyilkossággal a Sabihát vádolták meg (a túlélők vallomásaira alapozva). A szíriai kormány azonban tagadta a szervezet vagy a hadsereg érintettségét.
2012. június 6-án a 78 halálos áldozattal járó kubairi mészárlást követően is a Sabiha felelőssége merült fel.